# Semenovia pimpinelloides
Semenovia pimpinelloides là một loài thực vật có hoa trong họ Hoa tán. Loài này được (Nevski) Manden. miêu tả khoa học đầu tiên năm 1959.